# 斯托克頓 (阿拉巴馬州)
斯托克頓（英語：Stockton）是一個位於美國阿拉巴馬州鮑德溫縣的非建制地區。根據2010年美國人口普查，皮迪度的人口數目有2,046人。

## 地理
斯托克頓的座標為30°59′38″N 87°51′29″W / 30.9937926°N 87.8580499°W，而該地最高點為海拔高度32米。